# Scaynes Hill
Scaynes Hill är en by i West Sussex i England. Byn är belägen 54 km 
från Chichester. Orten har 978 invånare (2016).